# Shakir Ali Noori
Shakir Ali Noori (scritto anche come Muhammad Shākīr Alī Nūrī; ...) è un oratore indiano musulmano sunnita, predicatore e attuale presidente della sunnita Dawate Islami , un'organizzazione religiosa non politica a Mumbai, in India.
È stato elencato tra i primi 500 musulmani in The 500 Most Influential Muslims pubblicato dal Royal Islamic Strategic Studies Center.